# Bjørn Einar Romøren
Bjørn Einar Romøren, norveški smučarski skakalec, * 1. april 1981, Oslo, Norveška. 
Prvič je v svetovnem pokalu zmagal v sezoni 2002/2003 na četrti tekmi Novoletne turneje v Bischofshofnu.
V sezoni 2004/05 je na planiški velikanki z dolžino 239 metrov postavil svetovni rekord v poletih, ki je veljal do leta 2011, ko ga je z dolžino 246,5 m izboljšal Johan Remen Evensen na prenovljeni skakalnici Vikersundbakken.
Ima osem zmag za svetovni pokal:
| Sezona  | Država/Prizorišče |
| ------- | ----------------- |
| 2002/03 | Bischofshofen     |
| 2003/04 | Lahti             |
| 2003/04 | Kuopio            |
| 2004/05 | Planica           |
| 2005/06 | Saporo            |
| 2005/06 | Planica           |
| 2007/08 | Willingen         |
| 2009/10 | Kuusamo           |